# Eazy-Duz-It
Albums de Eazy-E
5150: Home 4 tha Sick
(1992)
Singles
1. Eazy-Duz-It
Sortie : 1989
2. Eazy-Er Said Than Dunn
Sortie : 1989
3. We Want Eazy
Sortie : 1989

Eazy-Duz-It est le premier album studio d'Eazy-E, sorti le 13 septembre 1988.
Il s'est classé 12e au Top R&B/Hip-Hop Albums et 41e au Billboard 200. Il a été certifié deux fois disque de platine et est considéré comme l'un des albums fondateurs du gangsta rap.

## Liste des titres
| No  | Titre                                                  | Contient un (des) sample(s) de | Durée |
| --- | ------------------------------------------------------ | --- | ----- |
| 1.  | (Prelude) Still Talkin'                                | The Champ des Mohawks Do the Funky Chicken de Rufus Thomas Prelude de Parliament | 3:51  |
| 2.  | Nobody Move (featuring The D.O.C., Ice Cube et MC Ren) | Sixty Minute Man de Rufus Thomas Blowfly's Rapp de Blowfly Nobody Move, Nobody Get Hurt de Yellowman | 4:49  |
| 3.  | Ruthless Villain (featuring MC Ren)                    | The Champ des Mohawks Bang on a Drum de Rick Jones 8 Ball des N.W.A | 2:59  |
| 4.  | 2 Hard Mutha's                                         | | 3:58  |
| 5.  | Boyz-n-the-Hood (Remix) (featuring Ice Cube)           | I'll Take You There des Staple Singers Pee-Wee's Dance de Joeski Love Bang Zoom (Let's Go-Go) de The Real Roxanne featuring Howie Tee | 6:22  |
| 6.  | Eazy-Duz-It                                            | Gumby Theme Song d'Art Clokey Sing a Simple Song de Sly & the Family Stone Ball of Confusion (That's What the World Is Today) des Temptations Baby Let Me Take You (In My Arms) des Detroit Emeralds Impeach the President des Honey Drippers Wino Dealing With Dracula de Richard Pryor The Back Down de Richard Pryor Get Off Your Ass and Jam de Funkadelic Change the Beat (Female Version) de Fab Five Freddy featuring Beeside Let's Go Crazy de Prince and The Revolution Hold It Now, Hit It des Beastie Boys My Melody d'Eric B. & Rakim Go See the Doctor de Kool Moe Dee Terminator X Speaks With His Hands de Public Enemy Bass (Original) de King Tee | 4:21  |
| 7.  | We Want Eazy (featuring MC Ren et Dr. Dre)             | Ahh...The Name Is Bootsy, Baby! du Bootsy's Rubber Band It's My Turn de Dezo Daz featuring DJ Slip | 5:01  |
| 8.  | Eazy-er Said Than Dunn (featuring Ice Cube et MC Ren)  | The Breakdown (Part I) de Rufus Thomas Scratchin' de The Magic Disco Machine Quiet on Tha Set des N.W.A | 3:41  |
| 9.  | Radio (featuring MC Ren et Dr. Dre)                    | Uphill Peace of Mind de Kid Dynamite The Big Beat de Billy Squier Knock Him Out Sugar Ray d'E.U. Heartbeat de Taana Gardner World's Famous de Malcolm McLaren I Can't Live Without My Radio de LL Cool J King of Rock de Run-DMC The New Style des Beastie Boys Rebel Without a Pause de Public Enemy Dopeman (Remix) des N.W.A You're a Customer d'EPMD | 4:58  |
| 10. | No More ?'s                                            | I Believe in Music des Kay-Gees Let's Have Some Fun des Bar-Kays | 3:55  |
| 11. | I'mma Break It Down (featuring MC Ren)                 | Rapper's Delight de Sugarhill Gang | 3:29  |
| 12. | Eazy-Chapter 8 Verse 10                                | Sing Sing de Gaz | 2:11  |